# Morning Cloud
Morning Cloud war der Name von fünf Segelyachten, die der konservative britische Politiker Edward (Ted) Heath (1916–2005) im Zeitraum 1969 bis 1983 als Eigner und Skipper segelte. Er war von 1970 bis 1974 Premierminister des Vereinigten Königreichs.

## Die Yachten

### Nr. I
Die erste Morning Cloud war eine 34-Fuß-Yacht (Lüa 10,20 m), entworfen 1968 von Olin Stephens vom Konstruktionsbüro Sparkman & Stephens als Typ S&S 34. Mike Winfield, ein britischer PR-Fachmann, hatte Olin Stephens gebeten, eine Rennyacht dieser Größe zu entwerfen, mit der man auch Fahrtensegeln konnte (cruiser-racer yacht). Beim Unterwasserschiff hatte Stephens ein sportliches am Skeg angehängtes Ruder mit geteiltem Lateralplan vorgesehen und bei dem Bermuda-Rigg überlappte das Vorsegel stark mit dem Großsegel. Morning Cloud wurde 1969 ausgeliefert und Edward Heath gewann im selben Jahr mit dieser Yacht die Sydney-Hobart-Regatta. Er verkaufte die Yacht im Dezember 1970 an Stewart Benest, der auf der Insel Jersey lebte. Sie erhielt den neuen Namen Nuage de Matin. Die Yacht sank vor Gorey (Jersey) am 2. September 1974, nachdem die starke See sie von ihrer Festmachertonne im Hafen weggerissen hatte.

### Nr. II
Die zweite Yacht Morning Cloud wurde auch von Sparkman & Stephens entworfen und hatte eine Länge von 42 Fuß (12,60 m). Der hölzerne Rumpf war 1970 aus Mahagoni auf der Werft Clare Lallow in Cowes auf der Isle of Wight gebaut worden und hatte seinen Stapellauf 1971.
Ted Heath segelte die Yacht im Admiral’s Cup des Jahres 1971 und gewann den Pokal als Mitglied des siegreichen britischen Teams. Es gab Pläne den Premierminister Ted Heath während des Fastnet Race von der Morning Cloud per Helikopter abzubergen, um die Staatsgeschäfte aufgrund von Problemen in Nordirland auszuüben. Das hätte aber die Disqualifikation des siegreichen britischen Teams bedeutet und wurde deshalb unterlassen.
Es wurden insgesamt zwei weitere Exemplare der Sparkman & Stephens 42 (S&S 42) für andere Segler von der Werft Clare Lallow gebaut.
Morning Cloud II wurde im Jahr 2008 für über 8 Monate und 10.500 Stunden Arbeit auf der Werft Clare Lallow einer Totalrenovierung unterzogen. Sie segelt heute wieder unter dem Namen Opposition.

### Nr. III
Die dritte Yacht Morning Cloud wurde wieder von Sparkman & Stephens entworfen und hatte eine Länge von 44 Fuß und 9 Inch (13,43 m). Das Rumpfmaterial war erneut Holz und die Yacht wurde von der bewährten Werft Clare Lallow in Cowes gebaut. Der Stapellauf war im Jahr 1973 und Ted Heath segelte die Morning Cloud III wieder als Mitglied des britischen Teams im Admiral’s Cup im gleichen Jahr. Aber Heath war nur während des Fastnet Race an Bord, da er anderen Verpflichtungen in der Politik nachkommen musste.
Am 5. September 1974 sank Morning Cloud III im Ärmelkanal bei einem stürmischen Überführungstörn von Burnham-on-Crouch nach Cowes. Die Yacht wurde von einer riesigen Welle getroffen und zwei Segler der siebenköpfigen Besatzung gingen über Bord und ertranken. Ted Heath war zu diesem Zeitpunkt nicht an Bord. Die fünf Überlebenden konnten in eine Rettungsinsel steigen und wurden später mit einem Helikopter abgeborgen.

### Nr. IV
Die vierte Yacht Morning Cloud wurde wieder von Sparkman & Stephens entworfen und hatte eine Länge von 44 Fuß (13,10 m). Der Rumpf wurde aus Aluminium von Allday Aluminium of Gosport hergestellt und lief bei der Werft Camper & Nicholsons 1975 vom Stapel, getauft von Mary Heath, der Stiefmutter des Eigners Ted Heath.

### Nr. V
Die fünfte Yacht Morning Cloud wurde von Ron Holland entworfen und hatte eine Länge von 44 Fuß (13,10 m). Der Rumpf war aus Verbundwerkstoff gefertigt und lief 1977 vom Stapel. 
Im Channel Race 1979, als Teil des Admiral's Cup mit zweifacher Wertung, verlor die Yacht ihr Ruder und konnte das Rennen nicht beenden. Das britische Team hatte damit keine Chance mehr auf den Sieg. Heath verkaufte das Boot 1983.